# مقاومة المرض
إنّ مقاومة المرض تعني القدرة على منع أو تقليل وجود الأمراض في الأفراد المستعدة للمرض. كما يمكن أن يحدث المرض بسبب عوامل وراثية أو بيئية، كالنفوذية غير المُكتملة. يختلف تحمُّل المرض من مُضيف إلى آخر باختلاف قدرة المُضيف على الحد من تأثير ذلك المرض على صحته.